# 典鋳司
典鋳司（てんちゅうし／てんじゅし／いもののつかさ）は、律令制の官司の1つで、大蔵省所管。金・銀・銅・鉄の鋳造や、鍍金、彫金、瑠璃（るり、ガラス）の細工、および玉作りなどをつかさどった。大司に区分される。

## 概要
職員には正（正六位上相当）・佑（従七位下相当）・大令史（大初位上相当）・小令史（大初位下相当）各1名のほか使部10人、直丁1人、伴部の雑工部10人がおり、これらの作業を行う雑戸の雑工戸（ぞうくこ）が付属していた。
『続日本紀』巻第三の文武天皇慶雲元年4月（704年）の記事によると、
とある。典鋳司が大宝令で新設されたばかりで、工人の配属が遅れ、令施行から数年間は官司として機能していなかったため、鍛冶司がかわりに諸国印の鋳造を行っていたのではないか、と新井喜久夫は述べている。
その後、『続紀』巻第九によると、元正天皇の神亀2年11月（725年）に、典鋳正・正六位上の播磨直弟兄（はりま の あたい おとえ）に従五位下を授けたとする記事があり、また『万葉集』巻第八、1549番の題詞には、
とある。以上のことから、次第に官司として整備されていったことがわかる。
『官職秘抄』「後附」の「令内減省さるるの官」の項目によると、宝亀5年（774年）、内匠寮に併合されたと記されている。